# Ferrinatrita
La ferrinatrita és un mineral de la classe dels sulfats. La seva etimologia està basada en la seva composició química.

## Característiques
La ferrinatrita és un sulfat de ferro i sodi, que cristal·litza en el sistema trigonal formant cristalls curts prismàtics [0001]. També s'hi poden trobar exemplars aïllats o grups estrellats, així com en agregats fibrosos o masses escindibles. També pot ser criptocristal·lina. La seva fórmula és Na₃Fe³⁺(SO₄)₃(H₂O)₃, i la seva duresa a l'escala de Mohs és de 2,5.
Segons la classificació de Nickel-Strunz, la ferrinatrita pertany a «07.CC: Sulfats (selenats, etc.) sense anions addicionals, amb H₂O, amb cations de mida mitjana i grans» juntament amb els següents minerals: krausita, tamarugita, kalinita, mendozita, lonecreekita, alum-(K), alum-(Na), tschermigita, lanmuchangita, voltaïta, zincovoltaïta, pertlikita, amoniomagnesiovoltaïta, kröhnkita, goldichita, löweita, blödita, nickelblödita, changoita, zincblödita, leonita, mereiterita, boussingaultita, cianocroita, mohrita, nickelboussingaultita, picromerita, polihalita, leightonita, amarillita, konyaita i wattevilleita.

## Formació i jaciments
Es forma en les zones d'oxidació de sulfurs de ferro en regions àrides, poques vegades en fumaroles. Sol trobar-se associada a altres minerals com: metavoltina, copiapita, coquimbita, sideronatrita, tamarugita, quenstedtita, römerita, guix, uklonskovita, jurbanita i rostita.